# Chichiltepec, General Heliodoro Castillo
Chichiltepec är en ort i Mexiko.   Den ligger i kommunen General Heliodoro Castillo och delstaten Guerrero, i den södra delen av landet, 210 km sydväst om huvudstaden Mexico City. Chichiltepec ligger 1 451 meter över havet och antalet invånare är 821.
Terrängen runt Chichiltepec är kuperad åt nordost, men åt sydväst är den bergig. Runt Chichiltepec är det glesbefolkat, med 12 invånare per kvadratkilometer. Närmaste större samhälle är Tlacotepec, 9,2 km öster om Chichiltepec. I omgivningarna runt Chichiltepec växer huvudsakligen savannskog.